# Чай (предаване)
„Чай“ е сутрешно предаване на БНТ с водещ Драгомир Драганов (известен с псевдонима Драго Чая) и едно от най-емблематичните предавания в историята на телевизията. Излъчва се по Канал 1 с разписание всяка неделя първоначално от 7:30 ч., след това в 8:30 ч., 9:30 и 10:00 ч., и на запис по сателитния канал „ТВ България“ от 12:30 ч. до 14:30 ч. Мотото е „Различното предаване“. Първата автореклама на предаването е показана през декември 1999 г., а спонсор е марката „Биопрограма“. Премиерата му е на 16 януари 2000 г. и приключва на 30 септември 2007 г. Режисьор е Милан Кузов.
След 17 години, един епизод на предаването е излъчено на 10 ноември 2024 г. в празничната програма „БНТ на 65: Следи от спомени“ по БНТ 2.
„Чай“ е сутрешно телевизионно ток-шоу с магазинен характер. Гости на водещия са хора от света на шоу-бизнеса, както и хора с обикновени професии, неспоходени от шумната слава. Студийната част включва още приготвяне на сутрешна закуска, импровизации и музикални изпълнения на живо. Репортажната част е изградена около рубриките на предаването и ползването на богатия фонд на телевизията. Предаване, в което е забранено за политици.

## Рубрики
1. „Минутите на Лили Иванова“ (до 2005 г.)
2. „За мишките и хората“ – авторска рубрика на Мартин Карбовски[9]
3. „През екрана“ – репортажно нахлуване в битието на обикновени семейства в търсене на социално адекватни отговори за вълненията на българина.[1]
4. „Една сутрин на…“ – рубрика, която представя портрети на хора с различни професии, съдби и място в обществото. Хора, с които всекидневно се срещаме, но непознаваме.[1]
5. „Създай ме отново“ – рубрика, в която стилистът Адриан Лолов преобразява момиче, изпратило своя снимка в редакцията. Всеки месец зрителите избират най-красивата, при която промяната във външния вид е най-видима. В края на годината се провежда финална класация.[1]
6. „Добрият непознат“ – рубрика, чрез която даваме шанс за изява на неподозирани таланти или на хора, които не са попадали досега със своите умения под светлините на прожекторите. Запазено място имат и младите актьори, художници, артистите от всички жанрове.[1]
7. „Чай-парк“ – рубрика по модела на Хайд-парк, където всеки може да се изкаже по вълнуващ го проблем без цензура и в рамките на една минута. Мястото на поставения микрофон е на площада пред Народното събрание, снима се във вторник от 15:00 ч.[1]
8. „Изгори, за да светиш“ - Припомня на зрителите за хора, появили се за кратък период от време в медийното пространство, след което са били забравени от обществото. Рубриката има за цел да съживи спомена за тези личности и да проследи посоката, в която се е развил животът им след тяхната публична изява.[1]